# Hanabusaya asiatica
Hanabusaya asiatica – gatunek roślin z rodziny dzwonkowatych reprezentujący monotypowy rodzaj Hanabusaya. Jest endemitem Półwyspu Koreańskiego, gdzie rośnie zarówno w Korei Północnej, jak i w Korei Południowej. Występuje w górach Baekdu-daegan od góry Duryu w Korei Północnej po Chiak na południu. Rośnie na zboczach górskich i w lasach klonowo-dębowych na rzędnych od 550 do 1500 m n.p.m. W trzech obszarach występowania gatunku znanych jest 20 subpopulacji. Gatunek ma status zagrożonego.

## Morfologia
PokrójByliny o płożącym, rozgałęziającym się kłączu.
LiścieRozwijają się w środkowej części łodygi, jest ich 4–6 i są ogonkowe.
KwiatyPojedyncze lub w kilkukwiatowych gronach na szczycie pędów, szypułkowe i zwieszone. Korona jasnoróżowa, zrosłopłatkowa, dzwonkowata, z łatkami znacznie krótszymi od rurki. Pręciki schowane w rurce, z nitkami rozszerzonymi u nasady, z pylnikami podobnej długości do nitek. Zalążnia trójkomorowa zwieńczona okazałym, stożkowatym lub półkulistym miodnikiem.
OwoceTorebki.

## Systematyka
Pozycja systematyczna
Gatunek reprezentuje monotypowy rodzaj Hanabusaya Nakai, Bot. Mag. (Tokyo) 25: (161). Apr 1911; J. Coll. Sci. Univ. Tokyo 31: 62. t. 13. Dec 1911. Należy do rodziny dzwonkowatych Campanulaceae i klasyfikowany jest w jej obrębie do podrodziny Campanuloideae.